# Vibeke Dalgas
Karen Vibeke Dalgas, född 28 september 1933 i Holbæk, är en dansk-svensk arkitekt.
Dalgas, som är dotter till civilingenjör Christian Dalgas och Martine Holm Jensen, avlade examen vid Kunstakademiets Arkitektskole i Köpenhamn 1958. Hon bedrev forsknings- och utvecklingsarbete och var stadsplanearkitekt i Hillerød 1959–1966, bedrev egen arkitektverksamhet från 1966, var lärare vid Kunstakademiets Arkitektskole 1967–1988 och blev professor i stadsbyggnad vid Lunds tekniska högskola 1988. Hon blev ledamot av Det Kongelige Danske Kunstakademi 1978, Akademiraadet, Danske arkitekters landsforbund, Dansk byplanlaboratorium och av danska miljöministeriets nämnd för överklaganden 1982. Hon har varit medlem av redaktionen för tidskriften Arkitekten. Hon har författat skrifter och artiklar om stadsbyggnad, översikts- och detaljplanering, planeringsmetodik och bevarande- och förnyelsefrågor. Dalgas är gift med professor Hans Andersson.